# Pihlajasalo
Pihlajasalo är en ö i Finland. Den ligger i sjön Saimen och i kommunerna Jockas och Sankt Michel och landskapet Södra Savolax, i den södra delen av landet, 230 km nordost om huvudstaden Helsingfors. Öns area är 18,74 kvadratkilometer och dess största längd är 8,1 kilometer i sydväst-nordöstlig riktning.